# こ
En la escritura japonesa, los caracteres silábicos (o, con más propiedad, moraicos) こ (hiragana) y コ (katakana) ocupan el décimo lugar en el sistema moderno de ordenación alfabética gojūon (五十音), entre け y さ; y el 33º en el poema iroha, entre ふ y え. En la tabla a la derecha, que sigue el orden gojūon (por columnas, y de derecha a izquierda), se encuentra en la segunda columna (か行, "columna KA") y la quinta fila (お段, "fila O").
Tanto こ como コ provienen del kanji 己.
Pueden llevar el acento dakuten: ご, ゴ.
Existe una versión hentaigana de こ, , que proviene del kanji 古.

## Romanización
Según los sistemas de romanización Hepburn, Kunrei-shiki y Nihon-shiki:
- こ, コ se romanizan como "ko".
- ご, ゴ se romanizan como "go".

## Escritura
| Escritura de こ | Escritura de コ |

- El carácter こ se escribe con dos trazos:

1. Trazo horizontal que al final forma ángulo y vuelve un poco hacia la izquierda.
2. Trazo horizontal debajo del primero. Empieza siendo curvo, ya que se sigue el movimiento natural de la mano tras escribir el primer trazo.

- El carácter コ se escribe con dos trazos:

1. Trazo horizontal que forma ángulo y baja.
2. Trazo horizontal que toca la parte final del primero.

## Otras representaciones
- Sistema Braille:

| －● ●－ －● |

- Alfabeto fonético: 「子供のコ」 ("el ko de kodomo", donde kodomo quiere decir niño)
- Código Morse: －－－－

- Datos: Q40566
- Multimedia: こ / Q40566